# Marcipa brunnescens
Marcipa brunnescens là một loài bướm đêm trong họ Erebidae.